# United Democratic Alliance
The United Democratic Alliance (UDA) är en valkartell i Zambia.
UDA ställde upp i valet den 28 september 2006 som en koalition av följande politiska partier:
- United Party for National Development
- United National Independence Party
- Forum for Democracy and Development

Dess presidentkandidat Hakainde Hichilema fick 25,3 % av rösterna och UDA erövrade 27 av de 150 mandaten i parlamentet.
En tid efter valet anslöt sig även United Liberal Party, med två parlamentariker, till UDA.